# 1992年のアメリカンリーグチャンピオンシップシリーズ
1992年の野球において、メジャーリーグベースボール（MLB）のポストシーズンは10月6日に開幕した。アメリカンリーグの第24回リーグチャンピオンシップシリーズ（24th American League Championship Series、以下「リーグ優勝決定戦」と表記）は、翌7日から14日にかけて計6試合が開催された。その結果、トロント・ブルージェイズ（東地区）がオークランド・アスレチックス（西地区）を4勝2敗で下し、球団創設16年目で初のリーグ優勝およびワールドシリーズ進出を果たした。
両球団がリーグ優勝決定戦で対戦するのは、1989年以来3年ぶり2度目。この年のレギュラーシーズンでは両球団は12試合対戦し、6勝6敗の五分だった。当時の全26球団中カナダに本拠地を置く球団はふたつあったが、1969年創設のモントリオール・エクスポズ（ナショナルリーグ）も1977年創設のブルージェイズも、ともにリーグ優勝を経験したことがなかった。今シリーズをブルージェイズが制したことで、カナダ球団によるリーグ優勝が創設から24年目で初めて達成された。シリーズMVPには、第4戦で9回表の同点2点本塁打を含む4安打を放つなど、6試合で打率.423・2本塁打・4打点・OPS 1.157という成績を残したブルージェイズのロベルト・アロマーが選出された。このあとブルージェイズは、ワールドシリーズでもナショナルリーグ王者アトランタ・ブレーブスを4勝2敗で下して初優勝を成し遂げた。

## 試合結果
1992年のアメリカンリーグ優勝決定戦は10月7日に開幕し、途中に移動日を挟んで8日間で6試合が行われた。日程・結果は以下の通り。
| 日付                                                          | 試合  | ビジター球団（先攻）         | スコア | ホーム球団（後攻）           | 開催球場                                        | 開催球場                                                      |
| ------------------------------------------------------------- | ----- | ---------------------------- | ------ | ---------------------------- | ----------------------------------------------- | ------------------------------------------------------------- |
| 10月07日（水）                                                | 第1戦 | オークランド・アスレチックス | 4－3   | トロント・ブルージェイズ     | スカイドーム                                    | スカイドームオークランド・アラメダ・ · カウンティ・コロシアム |
| 10月08日（木）                                                | 第2戦 | オークランド・アスレチックス | 1－3   | トロント・ブルージェイズ     | スカイドーム                                    | スカイドームオークランド・アラメダ・ · カウンティ・コロシアム |
| 10月09日（金）                                                |       | 移動日                       | 移動日 | 移動日                       |                                                 | スカイドームオークランド・アラメダ・ · カウンティ・コロシアム |
| 10月10日（土）                                                | 第3戦 | トロント・ブルージェイズ     | 7－5   | オークランド・アスレチックス | オークランド・アラメダ・ カウンティ・コロシアム | スカイドームオークランド・アラメダ・ · カウンティ・コロシアム |
| 10月11日（日）                                                | 第4戦 | トロント・ブルージェイズ     | 7－6   | オークランド・アスレチックス | オークランド・アラメダ・ カウンティ・コロシアム | スカイドームオークランド・アラメダ・ · カウンティ・コロシアム |
| 10月12日（月）                                                | 第5戦 | トロント・ブルージェイズ     | 2－6   | オークランド・アスレチックス | オークランド・アラメダ・ カウンティ・コロシアム | スカイドームオークランド・アラメダ・ · カウンティ・コロシアム |
| 10月13日（火）                                                |       | 移動日                       | 移動日 | 移動日                       |                                                 | スカイドームオークランド・アラメダ・ · カウンティ・コロシアム |
| 10月14日（水）                                                | 第6戦 | オークランド・アスレチックス | 2－9   | トロント・ブルージェイズ     | スカイドーム                                    | スカイドームオークランド・アラメダ・ · カウンティ・コロシアム |
| 優勝：トロント・ブルージェイズ（4勝2敗 / 球団創設16年目で初） |       |                              |        |                              |                                                 | スカイドームオークランド・アラメダ・ · カウンティ・コロシアム |

### 第1戦 10月7日
- スカイドーム（カナダ オンタリオ州トロント）

|                              | 1 | 2 | 3 | 4 | 5 | 6 | 7 | 8 | 9 | R | H | E |
| ---------------------------- | - | - | - | - | - | - | - | - | - | - | - | - |
| オークランド・アスレチックス | 0 | 3 | 0 | 0 | 0 | 0 | 0 | 0 | 1 | 4 | 6 | 1 |
| トロント・ブルージェイズ     | 0 | 0 | 0 | 0 | 1 | 1 | 0 | 1 | 0 | 3 | 9 | 0 |

1. 勝利：ジェフ・ラッセル（1勝）
2. セーブ：デニス・エカーズリー（1S）
3. 敗戦：ジャック・モリス（1敗）
4. 本塁打
OAK：マーク・マグワイア1号2ラン、テリー・スタインバック1号ソロ、ハロルド・ベインズ1号ソロ
TOR：パット・ボーダーズ1号ソロ、デーブ・ウィンフィールド1号ソロ
5. 審判
［球審］ドン・デンキンガー
［塁審］一塁: ラリー・ヤング、二塁: アル・クラーク、三塁: ダーウッド・メリル
［外審］左翼: ジョー・ブリンクマン、右翼: ドリュー・コーブル
6. 試合開始時刻: 東部夏時間（UTC-4）午後8時26分  試合時間: 2時間47分  観客: 5万1039人
詳細: Baseball-Reference.com

| オークランド・アスレチックス | オークランド・アスレチックス | オークランド・アスレチックス | オークランド・アスレチックス | オークランド・アスレチックス | トロント・ブルージェイズ | トロント・ブルージェイズ | トロント・ブルージェイズ | トロント・ブルージェイズ | トロント・ブルージェイズ |
| ---------------------------- | ---------------------------- | ---------------------------- | ---------------------------- | --- | ------------------------ | ------------------------ | ------------------------ | ------------------------ | --- |
| 打順                         | 守備                         | 選手                         | 打席                         | D・スチュワートT・スタインバックM・マグワイアL・ブランケン · シップC・ランス · フォードM・ボーディックR・ヘンダーソンW・ウィルソンR・シエラH・ベインズ | 打順                     | 守備                     | 選手                     | 打席                     | J・モリスP・ボーダーズJ・オルルドR・アロマーK・グルーバーM・リーC・マルドナードD・ホワイトJ・カーターD・ウィン · フィールド |
| 1                            | 左                           | R・ヘンダーソン              | 右                           | D・スチュワートT・スタインバックM・マグワイアL・ブランケン · シップC・ランス · フォードM・ボーディックR・ヘンダーソンW・ウィルソンR・シエラH・ベインズ | 1                        | 中                       | D・ホワイト              | 両                       | J・モリスP・ボーダーズJ・オルルドR・アロマーK・グルーバーM・リーC・マルドナードD・ホワイトJ・カーターD・ウィン · フィールド |
| 2                            | 三                           | C・ランスフォード            | 右                           | D・スチュワートT・スタインバックM・マグワイアL・ブランケン · シップC・ランス · フォードM・ボーディックR・ヘンダーソンW・ウィルソンR・シエラH・ベインズ | 2                        | 二                       | R・アロマー              | 両                       | J・モリスP・ボーダーズJ・オルルドR・アロマーK・グルーバーM・リーC・マルドナードD・ホワイトJ・カーターD・ウィン · フィールド |
| 3                            | 右                           | R・シエラ                    | 両                           | D・スチュワートT・スタインバックM・マグワイアL・ブランケン · シップC・ランス · フォードM・ボーディックR・ヘンダーソンW・ウィルソンR・シエラH・ベインズ | 3                        | 右                       | J・カーター              | 右                       | J・モリスP・ボーダーズJ・オルルドR・アロマーK・グルーバーM・リーC・マルドナードD・ホワイトJ・カーターD・ウィン · フィールド |
| 4                            | DH                           | H・ベインズ                  | 左                           | D・スチュワートT・スタインバックM・マグワイアL・ブランケン · シップC・ランス · フォードM・ボーディックR・ヘンダーソンW・ウィルソンR・シエラH・ベインズ | 4                        | DH                       | D・ウィンフィールド      | 右                       | J・モリスP・ボーダーズJ・オルルドR・アロマーK・グルーバーM・リーC・マルドナードD・ホワイトJ・カーターD・ウィン · フィールド |
| 5                            | 一                           | M・マグワイア                | 右                           | D・スチュワートT・スタインバックM・マグワイアL・ブランケン · シップC・ランス · フォードM・ボーディックR・ヘンダーソンW・ウィルソンR・シエラH・ベインズ | 5                        | 一                       | J・オルルド              | 左                       | J・モリスP・ボーダーズJ・オルルドR・アロマーK・グルーバーM・リーC・マルドナードD・ホワイトJ・カーターD・ウィン · フィールド |
| 6                            | 捕                           | T・スタインバック            | 右                           | D・スチュワートT・スタインバックM・マグワイアL・ブランケン · シップC・ランス · フォードM・ボーディックR・ヘンダーソンW・ウィルソンR・シエラH・ベインズ | 6                        | 左                       | C・マルドナード          | 右                       | J・モリスP・ボーダーズJ・オルルドR・アロマーK・グルーバーM・リーC・マルドナードD・ホワイトJ・カーターD・ウィン · フィールド |
| 7                            | 中                           | W・ウィルソン                | 両                           | D・スチュワートT・スタインバックM・マグワイアL・ブランケン · シップC・ランス · フォードM・ボーディックR・ヘンダーソンW・ウィルソンR・シエラH・ベインズ | 7                        | 三                       | K・グルーバー            | 右                       | J・モリスP・ボーダーズJ・オルルドR・アロマーK・グルーバーM・リーC・マルドナードD・ホワイトJ・カーターD・ウィン · フィールド |
| 8                            | 遊                           | M・ボーディック              | 右                           | D・スチュワートT・スタインバックM・マグワイアL・ブランケン · シップC・ランス · フォードM・ボーディックR・ヘンダーソンW・ウィルソンR・シエラH・ベインズ | 8                        | 捕                       | P・ボーダーズ            | 右                       | J・モリスP・ボーダーズJ・オルルドR・アロマーK・グルーバーM・リーC・マルドナードD・ホワイトJ・カーターD・ウィン · フィールド |
| 9                            | 二                           | L・ブランケンシップ          | 右                           | D・スチュワートT・スタインバックM・マグワイアL・ブランケン · シップC・ランス · フォードM・ボーディックR・ヘンダーソンW・ウィルソンR・シエラH・ベインズ | 9                        | 遊                       | M・リー                  | 両                       | J・モリスP・ボーダーズJ・オルルドR・アロマーK・グルーバーM・リーC・マルドナードD・ホワイトJ・カーターD・ウィン · フィールド |
| 先発投手                     | 先発投手                     | 先発投手                     | 投球                         | D・スチュワートT・スタインバックM・マグワイアL・ブランケン · シップC・ランス · フォードM・ボーディックR・ヘンダーソンW・ウィルソンR・シエラH・ベインズ | 先発投手                 | 先発投手                 | 先発投手                 | 投球                     | J・モリスP・ボーダーズJ・オルルドR・アロマーK・グルーバーM・リーC・マルドナードD・ホワイトJ・カーターD・ウィン · フィールド |
| D・スチュワート              | D・スチュワート              | D・スチュワート              | 右                           | D・スチュワートT・スタインバックM・マグワイアL・ブランケン · シップC・ランス · フォードM・ボーディックR・ヘンダーソンW・ウィルソンR・シエラH・ベインズ | J・モリス                | J・モリス                | J・モリス                | 右                       | J・モリスP・ボーダーズJ・オルルドR・アロマーK・グルーバーM・リーC・マルドナードD・ホワイトJ・カーターD・ウィン · フィールド |

### 第2戦 10月8日
- スカイドーム（カナダ オンタリオ州トロント）

|                              | 1 | 2 | 3 | 4 | 5 | 6 | 7 | 8 | 9 | R | H | E |
| ---------------------------- | - | - | - | - | - | - | - | - | - | - | - | - |
| オークランド・アスレチックス | 0 | 0 | 0 | 0 | 0 | 0 | 0 | 0 | 1 | 1 | 6 | 0 |
| トロント・ブルージェイズ     | 0 | 0 | 0 | 0 | 2 | 0 | 1 | 0 | X | 3 | 4 | 0 |

1. 勝利：デビッド・コーン（1勝）
2. セーブ：トム・ヘンキー（1S）
3. 敗戦：マイク・ムーア（1敗）
4. 本塁打
TOR：ケリー・グルーバー1号2ラン
5. 審判
［球審］ラリー・ヤング
［塁審］一塁: アル・クラーク、二塁: ダーウッド・メリル、三塁: ジョー・ブリンクマン
［外審］左翼: ドリュー・コーブル、右翼: ドン・デンキンガー
6. 試合開始時刻: 東部夏時間（UTC-4）午後8時39分  試合時間: 2時間58分  観客: 5万1114人
詳細: Baseball-Reference.com

| オークランド・アスレチックス | オークランド・アスレチックス | オークランド・アスレチックス | オークランド・アスレチックス | オークランド・アスレチックス | トロント・ブルージェイズ | トロント・ブルージェイズ | トロント・ブルージェイズ | トロント・ブルージェイズ | トロント・ブルージェイズ |
| ---------------------------- | ---------------------------- | ---------------------------- | ---------------------------- | --- | ------------------------ | ------------------------ | ------------------------ | ------------------------ | --- |
| 打順                         | 守備                         | 選手                         | 打席                         | M・ムーアT・スタインバックM・マグワイアM・ボーディックC・ランス · フォードW・ワイスR・ヘンダーソンW・ウィルソンR・シエラH・ベインズ | 打順                     | 守備                     | 選手                     | 打席                     | D・コーンP・ボーダーズJ・オルルドR・アロマーK・グルーバーM・リーC・マルドナードD・ホワイトJ・カーターD・ウィン · フィールド |
| 1                            | 左                           | R・ヘンダーソン              | 右                           | M・ムーアT・スタインバックM・マグワイアM・ボーディックC・ランス · フォードW・ワイスR・ヘンダーソンW・ウィルソンR・シエラH・ベインズ | 1                        | 中                       | D・ホワイト              | 両                       | D・コーンP・ボーダーズJ・オルルドR・アロマーK・グルーバーM・リーC・マルドナードD・ホワイトJ・カーターD・ウィン · フィールド |
| 2                            | 三                           | C・ランスフォード            | 右                           | M・ムーアT・スタインバックM・マグワイアM・ボーディックC・ランス · フォードW・ワイスR・ヘンダーソンW・ウィルソンR・シエラH・ベインズ | 2                        | 二                       | R・アロマー              | 両                       | D・コーンP・ボーダーズJ・オルルドR・アロマーK・グルーバーM・リーC・マルドナードD・ホワイトJ・カーターD・ウィン · フィールド |
| 3                            | 右                           | R・シエラ                    | 両                           | M・ムーアT・スタインバックM・マグワイアM・ボーディックC・ランス · フォードW・ワイスR・ヘンダーソンW・ウィルソンR・シエラH・ベインズ | 3                        | 右                       | J・カーター              | 右                       | D・コーンP・ボーダーズJ・オルルドR・アロマーK・グルーバーM・リーC・マルドナードD・ホワイトJ・カーターD・ウィン · フィールド |
| 4                            | DH                           | H・ベインズ                  | 左                           | M・ムーアT・スタインバックM・マグワイアM・ボーディックC・ランス · フォードW・ワイスR・ヘンダーソンW・ウィルソンR・シエラH・ベインズ | 4                        | DH                       | D・ウィンフィールド      | 右                       | D・コーンP・ボーダーズJ・オルルドR・アロマーK・グルーバーM・リーC・マルドナードD・ホワイトJ・カーターD・ウィン · フィールド |
| 5                            | 一                           | M・マグワイア                | 右                           | M・ムーアT・スタインバックM・マグワイアM・ボーディックC・ランス · フォードW・ワイスR・ヘンダーソンW・ウィルソンR・シエラH・ベインズ | 5                        | 一                       | J・オルルド              | 左                       | D・コーンP・ボーダーズJ・オルルドR・アロマーK・グルーバーM・リーC・マルドナードD・ホワイトJ・カーターD・ウィン · フィールド |
| 6                            | 捕                           | T・スタインバック            | 右                           | M・ムーアT・スタインバックM・マグワイアM・ボーディックC・ランス · フォードW・ワイスR・ヘンダーソンW・ウィルソンR・シエラH・ベインズ | 6                        | 左                       | C・マルドナード          | 右                       | D・コーンP・ボーダーズJ・オルルドR・アロマーK・グルーバーM・リーC・マルドナードD・ホワイトJ・カーターD・ウィン · フィールド |
| 7                            | 中                           | W・ウィルソン                | 両                           | M・ムーアT・スタインバックM・マグワイアM・ボーディックC・ランス · フォードW・ワイスR・ヘンダーソンW・ウィルソンR・シエラH・ベインズ | 7                        | 三                       | K・グルーバー            | 右                       | D・コーンP・ボーダーズJ・オルルドR・アロマーK・グルーバーM・リーC・マルドナードD・ホワイトJ・カーターD・ウィン · フィールド |
| 8                            | 二                           | M・ボーディック              | 右                           | M・ムーアT・スタインバックM・マグワイアM・ボーディックC・ランス · フォードW・ワイスR・ヘンダーソンW・ウィルソンR・シエラH・ベインズ | 8                        | 捕                       | P・ボーダーズ            | 右                       | D・コーンP・ボーダーズJ・オルルドR・アロマーK・グルーバーM・リーC・マルドナードD・ホワイトJ・カーターD・ウィン · フィールド |
| 9                            | 遊                           | W・ワイス                    | 両                           | M・ムーアT・スタインバックM・マグワイアM・ボーディックC・ランス · フォードW・ワイスR・ヘンダーソンW・ウィルソンR・シエラH・ベインズ | 9                        | 遊                       | M・リー                  | 両                       | D・コーンP・ボーダーズJ・オルルドR・アロマーK・グルーバーM・リーC・マルドナードD・ホワイトJ・カーターD・ウィン · フィールド |
| 先発投手                     | 先発投手                     | 先発投手                     | 投球                         | M・ムーアT・スタインバックM・マグワイアM・ボーディックC・ランス · フォードW・ワイスR・ヘンダーソンW・ウィルソンR・シエラH・ベインズ | 先発投手                 | 先発投手                 | 先発投手                 | 投球                     | D・コーンP・ボーダーズJ・オルルドR・アロマーK・グルーバーM・リーC・マルドナードD・ホワイトJ・カーターD・ウィン · フィールド |
| M・ムーア                    | M・ムーア                    | M・ムーア                    | 右                           | M・ムーアT・スタインバックM・マグワイアM・ボーディックC・ランス · フォードW・ワイスR・ヘンダーソンW・ウィルソンR・シエラH・ベインズ | D・コーン                | D・コーン                | D・コーン                | 右                       | D・コーンP・ボーダーズJ・オルルドR・アロマーK・グルーバーM・リーC・マルドナードD・ホワイトJ・カーターD・ウィン · フィールド |

### 第3戦 10月10日
- オークランド・アラメダ・カウンティ・コロシアム（アメリカ合衆国カリフォルニア州オークランド）

|                              | 1 | 2 | 3 | 4 | 5 | 6 | 7 | 8 | 9 | R | H  | E |
| ---------------------------- | - | - | - | - | - | - | - | - | - | - | -- | - |
| トロント・ブルージェイズ     | 0 | 1 | 0 | 1 | 1 | 0 | 2 | 1 | 1 | 7 | 9  | 1 |
| オークランド・アスレチックス | 0 | 0 | 0 | 2 | 0 | 0 | 2 | 1 | 0 | 5 | 13 | 3 |

1. 勝利：フアン・グーズマン（1勝）
2. セーブ：トム・ヘンキー（2S）
3. 敗戦：ロン・ダーリング（1敗）
4. 本塁打
TOR：ロベルト・アロマー1号ソロ、キャンディ・マルドナード1号ソロ
5. 審判
［球審］アル・クラーク
［塁審］一塁: ダーウッド・メリル、二塁: ジョー・ブリンクマン、三塁: ドリュー・コーブル
［外審］左翼: ドン・デンキンガー、右翼: ラリー・ヤング
6. 試合開始時刻: 太平洋夏時間（UTC-7）午後0時00分  試合時間: 3時間40分  観客: 4万6911人  気温: 90°F（32.2°C）
詳細: Baseball-Reference.com

| トロント・ブルージェイズ | トロント・ブルージェイズ | トロント・ブルージェイズ | トロント・ブルージェイズ | トロント・ブルージェイズ | オークランド・アスレチックス | オークランド・アスレチックス | オークランド・アスレチックス | オークランド・アスレチックス | オークランド・アスレチックス |
| ------------------------ | ------------------------ | ------------------------ | ------------------------ | --- | ---------------------------- | ---------------------------- | ---------------------------- | ---------------------------- | --- |
| 打順                     | 守備                     | 選手                     | 打席                     | J・グーズマンP・ボーダーズJ・オルルドR・アロマーK・グルーバーM・リーC・マルドナードD・ホワイトJ・カーターD・ウィン · フィールド | 打順                         | 守備                         | 選手                         | 打席                         | R・ダーリングT・スタインバックM・マグワイアM・ボーディックC・ランス · フォードW・ワイスR・ヘンダーソンW・ウィルソンR・シエラH・ベインズ |
| 1                        | 中                       | D・ホワイト              | 両                       | J・グーズマンP・ボーダーズJ・オルルドR・アロマーK・グルーバーM・リーC・マルドナードD・ホワイトJ・カーターD・ウィン · フィールド | 1                            | 左                           | R・ヘンダーソン              | 右                           | R・ダーリングT・スタインバックM・マグワイアM・ボーディックC・ランス · フォードW・ワイスR・ヘンダーソンW・ウィルソンR・シエラH・ベインズ |
| 2                        | 二                       | R・アロマー              | 両                       | J・グーズマンP・ボーダーズJ・オルルドR・アロマーK・グルーバーM・リーC・マルドナードD・ホワイトJ・カーターD・ウィン · フィールド | 2                            | 三                           | C・ランスフォード            | 右                           | R・ダーリングT・スタインバックM・マグワイアM・ボーディックC・ランス · フォードW・ワイスR・ヘンダーソンW・ウィルソンR・シエラH・ベインズ |
| 3                        | 右                       | J・カーター              | 右                       | J・グーズマンP・ボーダーズJ・オルルドR・アロマーK・グルーバーM・リーC・マルドナードD・ホワイトJ・カーターD・ウィン · フィールド | 3                            | 右                           | R・シエラ                    | 両                           | R・ダーリングT・スタインバックM・マグワイアM・ボーディックC・ランス · フォードW・ワイスR・ヘンダーソンW・ウィルソンR・シエラH・ベインズ |
| 4                        | DH                       | D・ウィンフィールド      | 右                       | J・グーズマンP・ボーダーズJ・オルルドR・アロマーK・グルーバーM・リーC・マルドナードD・ホワイトJ・カーターD・ウィン · フィールド | 4                            | DH                           | H・ベインズ                  | 左                           | R・ダーリングT・スタインバックM・マグワイアM・ボーディックC・ランス · フォードW・ワイスR・ヘンダーソンW・ウィルソンR・シエラH・ベインズ |
| 5                        | 一                       | J・オルルド              | 左                       | J・グーズマンP・ボーダーズJ・オルルドR・アロマーK・グルーバーM・リーC・マルドナードD・ホワイトJ・カーターD・ウィン · フィールド | 5                            | 一                           | M・マグワイア                | 右                           | R・ダーリングT・スタインバックM・マグワイアM・ボーディックC・ランス · フォードW・ワイスR・ヘンダーソンW・ウィルソンR・シエラH・ベインズ |
| 6                        | 左                       | C・マルドナード          | 右                       | J・グーズマンP・ボーダーズJ・オルルドR・アロマーK・グルーバーM・リーC・マルドナードD・ホワイトJ・カーターD・ウィン · フィールド | 6                            | 捕                           | T・スタインバック            | 右                           | R・ダーリングT・スタインバックM・マグワイアM・ボーディックC・ランス · フォードW・ワイスR・ヘンダーソンW・ウィルソンR・シエラH・ベインズ |
| 7                        | 三                       | K・グルーバー            | 右                       | J・グーズマンP・ボーダーズJ・オルルドR・アロマーK・グルーバーM・リーC・マルドナードD・ホワイトJ・カーターD・ウィン · フィールド | 7                            | 中                           | W・ウィルソン                | 両                           | R・ダーリングT・スタインバックM・マグワイアM・ボーディックC・ランス · フォードW・ワイスR・ヘンダーソンW・ウィルソンR・シエラH・ベインズ |
| 8                        | 捕                       | P・ボーダーズ            | 右                       | J・グーズマンP・ボーダーズJ・オルルドR・アロマーK・グルーバーM・リーC・マルドナードD・ホワイトJ・カーターD・ウィン · フィールド | 8                            | 二                           | M・ボーディック              | 右                           | R・ダーリングT・スタインバックM・マグワイアM・ボーディックC・ランス · フォードW・ワイスR・ヘンダーソンW・ウィルソンR・シエラH・ベインズ |
| 9                        | 遊                       | M・リー                  | 両                       | J・グーズマンP・ボーダーズJ・オルルドR・アロマーK・グルーバーM・リーC・マルドナードD・ホワイトJ・カーターD・ウィン · フィールド | 9                            | 遊                           | W・ワイス                    | 両                           | R・ダーリングT・スタインバックM・マグワイアM・ボーディックC・ランス · フォードW・ワイスR・ヘンダーソンW・ウィルソンR・シエラH・ベインズ |
| 先発投手                 | 先発投手                 | 先発投手                 | 投球                     | J・グーズマンP・ボーダーズJ・オルルドR・アロマーK・グルーバーM・リーC・マルドナードD・ホワイトJ・カーターD・ウィン · フィールド | 先発投手                     | 先発投手                     | 先発投手                     | 投球                         | R・ダーリングT・スタインバックM・マグワイアM・ボーディックC・ランス · フォードW・ワイスR・ヘンダーソンW・ウィルソンR・シエラH・ベインズ |
| J・グーズマン            | J・グーズマン            | J・グーズマン            | 右                       | J・グーズマンP・ボーダーズJ・オルルドR・アロマーK・グルーバーM・リーC・マルドナードD・ホワイトJ・カーターD・ウィン · フィールド | R・ダーリング                | R・ダーリング                | R・ダーリング                | 右                           | R・ダーリングT・スタインバックM・マグワイアM・ボーディックC・ランス · フォードW・ワイスR・ヘンダーソンW・ウィルソンR・シエラH・ベインズ |

### 第4戦 10月11日
- オークランド・アラメダ・カウンティ・コロシアム（アメリカ合衆国カリフォルニア州オークランド）

|                              | 1 | 2 | 3 | 4 | 5 | 6 | 7 | 8 | 9 | 10 | 11 | R | H  | E |
| ---------------------------- | - | - | - | - | - | - | - | - | - | -- | -- | - | -- | - |
| トロント・ブルージェイズ     | 0 | 1 | 0 | 0 | 0 | 0 | 0 | 3 | 2 | 0  | 1  | 7 | 17 | 4 |
| オークランド・アスレチックス | 0 | 0 | 5 | 0 | 0 | 1 | 0 | 0 | 0 | 0  | 0  | 6 | 12 | 2 |

1. 勝利：デュアン・ウォード（1勝）
2. セーブ：トム・ヘンキー（3S）
3. 敗戦：ケリー・ダウンズ（1敗）
4. 本塁打
TOR：ジョン・オルルド1号ソロ、ロベルト・アロマー2号2ラン
5. 審判
［球審］ダーウッド・メリル
［塁審］一塁: ジョー・ブリンクマン、二塁: ドリュー・コーブル、三塁: ドン・デンキンガー
［外審］左翼: ラリー・ヤング、右翼: アル・クラーク
6. 試合開始時刻: 太平洋夏時間（UTC-7）午後1時13分  試合時間: 4時間25分  観客: 4万7732人
詳細: Baseball-Reference.com

| トロント・ブルージェイズ | トロント・ブルージェイズ | トロント・ブルージェイズ | トロント・ブルージェイズ | トロント・ブルージェイズ | オークランド・アスレチックス | オークランド・アスレチックス | オークランド・アスレチックス | オークランド・アスレチックス | オークランド・アスレチックス |
| ------------------------ | ------------------------ | ------------------------ | ------------------------ | --- | ---------------------------- | ---------------------------- | ---------------------------- | ---------------------------- | --- |
| 打順                     | 守備                     | 選手                     | 打席                     | J・モリスP・ボーダーズJ・オルルドR・アロマーK・グルーバーM・リーC・マルドナードD・ホワイトJ・カーターD・ウィン · フィールド | 打順                         | 守備                         | 選手                         | 打席                         | B・ウェルチT・スタインバックM・マグワイアL・ブランケン · シップC・ランス · フォードW・ワイスR・ヘンダーソンJ・ブラウンR・シエラH・ベインズ |
| 1                        | 中                       | D・ホワイト              | 両                       | J・モリスP・ボーダーズJ・オルルドR・アロマーK・グルーバーM・リーC・マルドナードD・ホワイトJ・カーターD・ウィン · フィールド | 1                            | 左                           | R・ヘンダーソン              | 右                           | B・ウェルチT・スタインバックM・マグワイアL・ブランケン · シップC・ランス · フォードW・ワイスR・ヘンダーソンJ・ブラウンR・シエラH・ベインズ |
| 2                        | 二                       | R・アロマー              | 両                       | J・モリスP・ボーダーズJ・オルルドR・アロマーK・グルーバーM・リーC・マルドナードD・ホワイトJ・カーターD・ウィン · フィールド | 2                            | 中                           | J・ブラウン                  | 両                           | B・ウェルチT・スタインバックM・マグワイアL・ブランケン · シップC・ランス · フォードW・ワイスR・ヘンダーソンJ・ブラウンR・シエラH・ベインズ |
| 3                        | 右                       | J・カーター              | 右                       | J・モリスP・ボーダーズJ・オルルドR・アロマーK・グルーバーM・リーC・マルドナードD・ホワイトJ・カーターD・ウィン · フィールド | 3                            | 右                           | R・シエラ                    | 両                           | B・ウェルチT・スタインバックM・マグワイアL・ブランケン · シップC・ランス · フォードW・ワイスR・ヘンダーソンJ・ブラウンR・シエラH・ベインズ |
| 4                        | DH                       | D・ウィンフィールド      | 右                       | J・モリスP・ボーダーズJ・オルルドR・アロマーK・グルーバーM・リーC・マルドナードD・ホワイトJ・カーターD・ウィン · フィールド | 4                            | DH                           | H・ベインズ                  | 左                           | B・ウェルチT・スタインバックM・マグワイアL・ブランケン · シップC・ランス · フォードW・ワイスR・ヘンダーソンJ・ブラウンR・シエラH・ベインズ |
| 5                        | 一                       | J・オルルド              | 左                       | J・モリスP・ボーダーズJ・オルルドR・アロマーK・グルーバーM・リーC・マルドナードD・ホワイトJ・カーターD・ウィン · フィールド | 5                            | 一                           | M・マグワイア                | 右                           | B・ウェルチT・スタインバックM・マグワイアL・ブランケン · シップC・ランス · フォードW・ワイスR・ヘンダーソンJ・ブラウンR・シエラH・ベインズ |
| 6                        | 左                       | C・マルドナード          | 右                       | J・モリスP・ボーダーズJ・オルルドR・アロマーK・グルーバーM・リーC・マルドナードD・ホワイトJ・カーターD・ウィン · フィールド | 6                            | 捕                           | T・スタインバック            | 右                           | B・ウェルチT・スタインバックM・マグワイアL・ブランケン · シップC・ランス · フォードW・ワイスR・ヘンダーソンJ・ブラウンR・シエラH・ベインズ |
| 7                        | 三                       | K・グルーバー            | 右                       | J・モリスP・ボーダーズJ・オルルドR・アロマーK・グルーバーM・リーC・マルドナードD・ホワイトJ・カーターD・ウィン · フィールド | 7                            | 三                           | C・ランスフォード            | 右                           | B・ウェルチT・スタインバックM・マグワイアL・ブランケン · シップC・ランス · フォードW・ワイスR・ヘンダーソンJ・ブラウンR・シエラH・ベインズ |
| 8                        | 捕                       | P・ボーダーズ            | 右                       | J・モリスP・ボーダーズJ・オルルドR・アロマーK・グルーバーM・リーC・マルドナードD・ホワイトJ・カーターD・ウィン · フィールド | 8                            | 遊                           | M・ボーディック              | 右                           | B・ウェルチT・スタインバックM・マグワイアL・ブランケン · シップC・ランス · フォードW・ワイスR・ヘンダーソンJ・ブラウンR・シエラH・ベインズ |
| 9                        | 遊                       | M・リー                  | 両                       | J・モリスP・ボーダーズJ・オルルドR・アロマーK・グルーバーM・リーC・マルドナードD・ホワイトJ・カーターD・ウィン · フィールド | 9                            | 二                           | L・ブランケンシップ          | 右                           | B・ウェルチT・スタインバックM・マグワイアL・ブランケン · シップC・ランス · フォードW・ワイスR・ヘンダーソンJ・ブラウンR・シエラH・ベインズ |
| 先発投手                 | 先発投手                 | 先発投手                 | 投球                     | J・モリスP・ボーダーズJ・オルルドR・アロマーK・グルーバーM・リーC・マルドナードD・ホワイトJ・カーターD・ウィン · フィールド | 先発投手                     | 先発投手                     | 先発投手                     | 投球                         | B・ウェルチT・スタインバックM・マグワイアL・ブランケン · シップC・ランス · フォードW・ワイスR・ヘンダーソンJ・ブラウンR・シエラH・ベインズ |
| J・モリス                | J・モリス                | J・モリス                | 右                       | J・モリスP・ボーダーズJ・オルルドR・アロマーK・グルーバーM・リーC・マルドナードD・ホワイトJ・カーターD・ウィン · フィールド | B・ウェルチ                  | B・ウェルチ                  | B・ウェルチ                  | 右                           | B・ウェルチT・スタインバックM・マグワイアL・ブランケン · シップC・ランス · フォードW・ワイスR・ヘンダーソンJ・ブラウンR・シエラH・ベインズ |

### 第5戦 10月12日
- オークランド・アラメダ・カウンティ・コロシアム（アメリカ合衆国カリフォルニア州オークランド）

|                              | 1 | 2 | 3 | 4 | 5 | 6 | 7 | 8 | 9 | R | H | E |
| ---------------------------- | - | - | - | - | - | - | - | - | - | - | - | - |
| トロント・ブルージェイズ     | 0 | 0 | 0 | 1 | 0 | 0 | 1 | 0 | 0 | 2 | 7 | 3 |
| オークランド・アスレチックス | 2 | 0 | 1 | 0 | 3 | 0 | 0 | 0 | X | 6 | 8 | 0 |

1. 勝利：デーブ・スチュワート（1勝）
2. 敗戦：デビッド・コーン（1勝1敗）
3. 本塁打
TOR：デーブ・ウィンフィールド2号ソロ
OAK：ルーベン・シエラ1号2ラン
4. 審判
［球審］ジョー・ブリンクマン
［塁審］一塁: ドリュー・コーブル、二塁: ドン・デンキンガー、三塁: ラリー・ヤング
［外審］左翼: アル・クラーク、右翼: ダーウッド・メリル
5. 試合開始時刻: 太平洋夏時間（UTC-7）午後0時8分  試合時間: 2時間51分  観客: 4万4955人
詳細: Baseball-Reference.com

| トロント・ブルージェイズ | トロント・ブルージェイズ | トロント・ブルージェイズ | トロント・ブルージェイズ | トロント・ブルージェイズ | オークランド・アスレチックス | オークランド・アスレチックス | オークランド・アスレチックス | オークランド・アスレチックス | オークランド・アスレチックス |
| ------------------------ | ------------------------ | ------------------------ | ------------------------ | --- | ---------------------------- | ---------------------------- | ---------------------------- | ---------------------------- | --- |
| 打順                     | 守備                     | 選手                     | 打席                     | D・コーンP・ボーダーズJ・オルルドR・アロマーK・グルーバーM・リーC・マルドナードD・ホワイトJ・カーターD・ウィン · フィールド | 打順                         | 守備                         | 選手                         | 打席                         | D・スチュワートT・スタインバックM・マグワイアL・ブランケン · シップJ・ブラウンW・ワイスR・ヘンダーソンW・ウィルソンR・シエラH・ベインズ |
| 1                        | 中                       | D・ホワイト              | 両                       | D・コーンP・ボーダーズJ・オルルドR・アロマーK・グルーバーM・リーC・マルドナードD・ホワイトJ・カーターD・ウィン · フィールド | 1                            | 左                           | R・ヘンダーソン              | 右                           | D・スチュワートT・スタインバックM・マグワイアL・ブランケン · シップJ・ブラウンW・ワイスR・ヘンダーソンW・ウィルソンR・シエラH・ベインズ |
| 2                        | 二                       | R・アロマー              | 両                       | D・コーンP・ボーダーズJ・オルルドR・アロマーK・グルーバーM・リーC・マルドナードD・ホワイトJ・カーターD・ウィン · フィールド | 2                            | 三                           | J・ブラウン                  | 両                           | D・スチュワートT・スタインバックM・マグワイアL・ブランケン · シップJ・ブラウンW・ワイスR・ヘンダーソンW・ウィルソンR・シエラH・ベインズ |
| 3                        | 右                       | J・カーター              | 右                       | D・コーンP・ボーダーズJ・オルルドR・アロマーK・グルーバーM・リーC・マルドナードD・ホワイトJ・カーターD・ウィン · フィールド | 3                            | 右                           | R・シエラ                    | 両                           | D・スチュワートT・スタインバックM・マグワイアL・ブランケン · シップJ・ブラウンW・ワイスR・ヘンダーソンW・ウィルソンR・シエラH・ベインズ |
| 4                        | DH                       | D・ウィンフィールド      | 右                       | D・コーンP・ボーダーズJ・オルルドR・アロマーK・グルーバーM・リーC・マルドナードD・ホワイトJ・カーターD・ウィン · フィールド | 4                            | DH                           | H・ベインズ                  | 左                           | D・スチュワートT・スタインバックM・マグワイアL・ブランケン · シップJ・ブラウンW・ワイスR・ヘンダーソンW・ウィルソンR・シエラH・ベインズ |
| 5                        | 一                       | J・オルルド              | 左                       | D・コーンP・ボーダーズJ・オルルドR・アロマーK・グルーバーM・リーC・マルドナードD・ホワイトJ・カーターD・ウィン · フィールド | 5                            | 一                           | M・マグワイア                | 右                           | D・スチュワートT・スタインバックM・マグワイアL・ブランケン · シップJ・ブラウンW・ワイスR・ヘンダーソンW・ウィルソンR・シエラH・ベインズ |
| 6                        | 左                       | C・マルドナード          | 右                       | D・コーンP・ボーダーズJ・オルルドR・アロマーK・グルーバーM・リーC・マルドナードD・ホワイトJ・カーターD・ウィン · フィールド | 6                            | 捕                           | T・スタインバック            | 右                           | D・スチュワートT・スタインバックM・マグワイアL・ブランケン · シップJ・ブラウンW・ワイスR・ヘンダーソンW・ウィルソンR・シエラH・ベインズ |
| 7                        | 三                       | K・グルーバー            | 右                       | D・コーンP・ボーダーズJ・オルルドR・アロマーK・グルーバーM・リーC・マルドナードD・ホワイトJ・カーターD・ウィン · フィールド | 7                            | 中                           | W・ウィルソン                | 両                           | D・スチュワートT・スタインバックM・マグワイアL・ブランケン · シップJ・ブラウンW・ワイスR・ヘンダーソンW・ウィルソンR・シエラH・ベインズ |
| 8                        | 捕                       | P・ボーダーズ            | 右                       | D・コーンP・ボーダーズJ・オルルドR・アロマーK・グルーバーM・リーC・マルドナードD・ホワイトJ・カーターD・ウィン · フィールド | 8                            | 遊                           | M・ボーディック              | 右                           | D・スチュワートT・スタインバックM・マグワイアL・ブランケン · シップJ・ブラウンW・ワイスR・ヘンダーソンW・ウィルソンR・シエラH・ベインズ |
| 9                        | 遊                       | M・リー                  | 両                       | D・コーンP・ボーダーズJ・オルルドR・アロマーK・グルーバーM・リーC・マルドナードD・ホワイトJ・カーターD・ウィン · フィールド | 9                            | 二                           | L・ブランケンシップ          | 右                           | D・スチュワートT・スタインバックM・マグワイアL・ブランケン · シップJ・ブラウンW・ワイスR・ヘンダーソンW・ウィルソンR・シエラH・ベインズ |
| 先発投手                 | 先発投手                 | 先発投手                 | 投球                     | D・コーンP・ボーダーズJ・オルルドR・アロマーK・グルーバーM・リーC・マルドナードD・ホワイトJ・カーターD・ウィン · フィールド | 先発投手                     | 先発投手                     | 先発投手                     | 投球                         | D・スチュワートT・スタインバックM・マグワイアL・ブランケン · シップJ・ブラウンW・ワイスR・ヘンダーソンW・ウィルソンR・シエラH・ベインズ |
| D・コーン                | D・コーン                | D・コーン                | 右                       | D・コーンP・ボーダーズJ・オルルドR・アロマーK・グルーバーM・リーC・マルドナードD・ホワイトJ・カーターD・ウィン · フィールド | D・スチュワート              | D・スチュワート              | D・スチュワート              | 右                           | D・スチュワートT・スタインバックM・マグワイアL・ブランケン · シップJ・ブラウンW・ワイスR・ヘンダーソンW・ウィルソンR・シエラH・ベインズ |

### 第6戦 10月14日
- スカイドーム（カナダ オンタリオ州トロント）

|                              | 1 | 2 | 3 | 4 | 5 | 6 | 7 | 8 | 9 | R | H  | E |
| ---------------------------- | - | - | - | - | - | - | - | - | - | - | -- | - |
| オークランド・アスレチックス | 0 | 0 | 0 | 0 | 0 | 1 | 0 | 1 | 0 | 2 | 7  | 1 |
| トロント・ブルージェイズ     | 2 | 0 | 4 | 0 | 1 | 0 | 0 | 2 | X | 9 | 13 | 0 |

1. 勝利：フアン・グーズマン（2勝）
2. 敗戦：マイク・ムーア（2敗）
3. 本塁打
TOR：ジョー・カーター1号2ラン、キャンディ・マルドナード2号3ラン
4. 審判
［球審］ドリュー・コーブル
［塁審］一塁: ドン・デンキンガー、二塁: ラリー・ヤング、三塁: アル・クラーク
［外審］左翼: ダーウッド・メリル、右翼: ジョー・ブリンクマン
5. 試合開始時刻: 東部夏時間（UTC-4）午後3時8分  試合時間: 3時間15分  観客: 5万1335人
詳細: Baseball-Reference.com

| オークランド・アスレチックス | オークランド・アスレチックス | オークランド・アスレチックス | オークランド・アスレチックス | オークランド・アスレチックス | トロント・ブルージェイズ | トロント・ブルージェイズ | トロント・ブルージェイズ | トロント・ブルージェイズ | トロント・ブルージェイズ |
| ---------------------------- | ---------------------------- | ---------------------------- | ---------------------------- | --- | ------------------------ | ------------------------ | ------------------------ | ------------------------ | --- |
| 打順                         | 守備                         | 選手                         | 打席                         | M・ムーアT・スタインバックM・マグワイアL・ブランケン · シップJ・ブラウンM・ボーディックR・ヘンダーソンW・ウィルソンR・シエラH・ベインズ | 打順                     | 守備                     | 選手                     | 打席                     | J・グーズマンP・ボーダーズJ・オルルドR・アロマーK・グルーバーM・リーC・マルドナードD・ホワイトJ・カーターD・ウィン · フィールド |
| 1                            | 左                           | R・ヘンダーソン              | 右                           | M・ムーアT・スタインバックM・マグワイアL・ブランケン · シップJ・ブラウンM・ボーディックR・ヘンダーソンW・ウィルソンR・シエラH・ベインズ | 1                        | 中                       | D・ホワイト              | 両                       | J・グーズマンP・ボーダーズJ・オルルドR・アロマーK・グルーバーM・リーC・マルドナードD・ホワイトJ・カーターD・ウィン · フィールド |
| 2                            | 三                           | J・ブラウン                  | 両                           | M・ムーアT・スタインバックM・マグワイアL・ブランケン · シップJ・ブラウンM・ボーディックR・ヘンダーソンW・ウィルソンR・シエラH・ベインズ | 2                        | 二                       | R・アロマー              | 両                       | J・グーズマンP・ボーダーズJ・オルルドR・アロマーK・グルーバーM・リーC・マルドナードD・ホワイトJ・カーターD・ウィン · フィールド |
| 3                            | 右                           | R・シエラ                    | 両                           | M・ムーアT・スタインバックM・マグワイアL・ブランケン · シップJ・ブラウンM・ボーディックR・ヘンダーソンW・ウィルソンR・シエラH・ベインズ | 3                        | 右                       | J・カーター              | 右                       | J・グーズマンP・ボーダーズJ・オルルドR・アロマーK・グルーバーM・リーC・マルドナードD・ホワイトJ・カーターD・ウィン · フィールド |
| 4                            | DH                           | H・ベインズ                  | 左                           | M・ムーアT・スタインバックM・マグワイアL・ブランケン · シップJ・ブラウンM・ボーディックR・ヘンダーソンW・ウィルソンR・シエラH・ベインズ | 4                        | DH                       | D・ウィンフィールド      | 右                       | J・グーズマンP・ボーダーズJ・オルルドR・アロマーK・グルーバーM・リーC・マルドナードD・ホワイトJ・カーターD・ウィン · フィールド |
| 5                            | 一                           | M・マグワイア                | 右                           | M・ムーアT・スタインバックM・マグワイアL・ブランケン · シップJ・ブラウンM・ボーディックR・ヘンダーソンW・ウィルソンR・シエラH・ベインズ | 5                        | 一                       | J・オルルド              | 左                       | J・グーズマンP・ボーダーズJ・オルルドR・アロマーK・グルーバーM・リーC・マルドナードD・ホワイトJ・カーターD・ウィン · フィールド |
| 6                            | 捕                           | T・スタインバック            | 右                           | M・ムーアT・スタインバックM・マグワイアL・ブランケン · シップJ・ブラウンM・ボーディックR・ヘンダーソンW・ウィルソンR・シエラH・ベインズ | 6                        | 左                       | C・マルドナード          | 右                       | J・グーズマンP・ボーダーズJ・オルルドR・アロマーK・グルーバーM・リーC・マルドナードD・ホワイトJ・カーターD・ウィン · フィールド |
| 7                            | 中                           | W・ウィルソン                | 両                           | M・ムーアT・スタインバックM・マグワイアL・ブランケン · シップJ・ブラウンM・ボーディックR・ヘンダーソンW・ウィルソンR・シエラH・ベインズ | 7                        | 三                       | K・グルーバー            | 右                       | J・グーズマンP・ボーダーズJ・オルルドR・アロマーK・グルーバーM・リーC・マルドナードD・ホワイトJ・カーターD・ウィン · フィールド |
| 8                            | 遊                           | M・ボーディック              | 右                           | M・ムーアT・スタインバックM・マグワイアL・ブランケン · シップJ・ブラウンM・ボーディックR・ヘンダーソンW・ウィルソンR・シエラH・ベインズ | 8                        | 捕                       | P・ボーダーズ            | 右                       | J・グーズマンP・ボーダーズJ・オルルドR・アロマーK・グルーバーM・リーC・マルドナードD・ホワイトJ・カーターD・ウィン · フィールド |
| 9                            | 二                           | L・ブランケンシップ          | 右                           | M・ムーアT・スタインバックM・マグワイアL・ブランケン · シップJ・ブラウンM・ボーディックR・ヘンダーソンW・ウィルソンR・シエラH・ベインズ | 9                        | 遊                       | M・リー                  | 両                       | J・グーズマンP・ボーダーズJ・オルルドR・アロマーK・グルーバーM・リーC・マルドナードD・ホワイトJ・カーターD・ウィン · フィールド |
| 先発投手                     | 先発投手                     | 先発投手                     | 投球                         | M・ムーアT・スタインバックM・マグワイアL・ブランケン · シップJ・ブラウンM・ボーディックR・ヘンダーソンW・ウィルソンR・シエラH・ベインズ | 先発投手                 | 先発投手                 | 先発投手                 | 投球                     | J・グーズマンP・ボーダーズJ・オルルドR・アロマーK・グルーバーM・リーC・マルドナードD・ホワイトJ・カーターD・ウィン · フィールド |
| M・ムーア                    | M・ムーア                    | M・ムーア                    | 右                           | M・ムーアT・スタインバックM・マグワイアL・ブランケン · シップJ・ブラウンM・ボーディックR・ヘンダーソンW・ウィルソンR・シエラH・ベインズ | J・グーズマン            | J・グーズマン            | J・グーズマン            | 右                       | J・グーズマンP・ボーダーズJ・オルルドR・アロマーK・グルーバーM・リーC・マルドナードD・ホワイトJ・カーターD・ウィン · フィールド |